# Izalco (miasto)
Izalco – miasto w zachodnim Salwadorze, w departamencie Sonsonate, położone około 10 km na północny wschód od stolicy departamentu - miasta Sonsonate. Kilka kilometrów na północ od miasta góruje nad nim wulkan Izalco. 
Ludność (2007): 39,8 tys. (miasto), 71,0 tys. (gmina).
W mieście rozwinął się przemysł spożywczy i włókienniczy.